# Amöbe

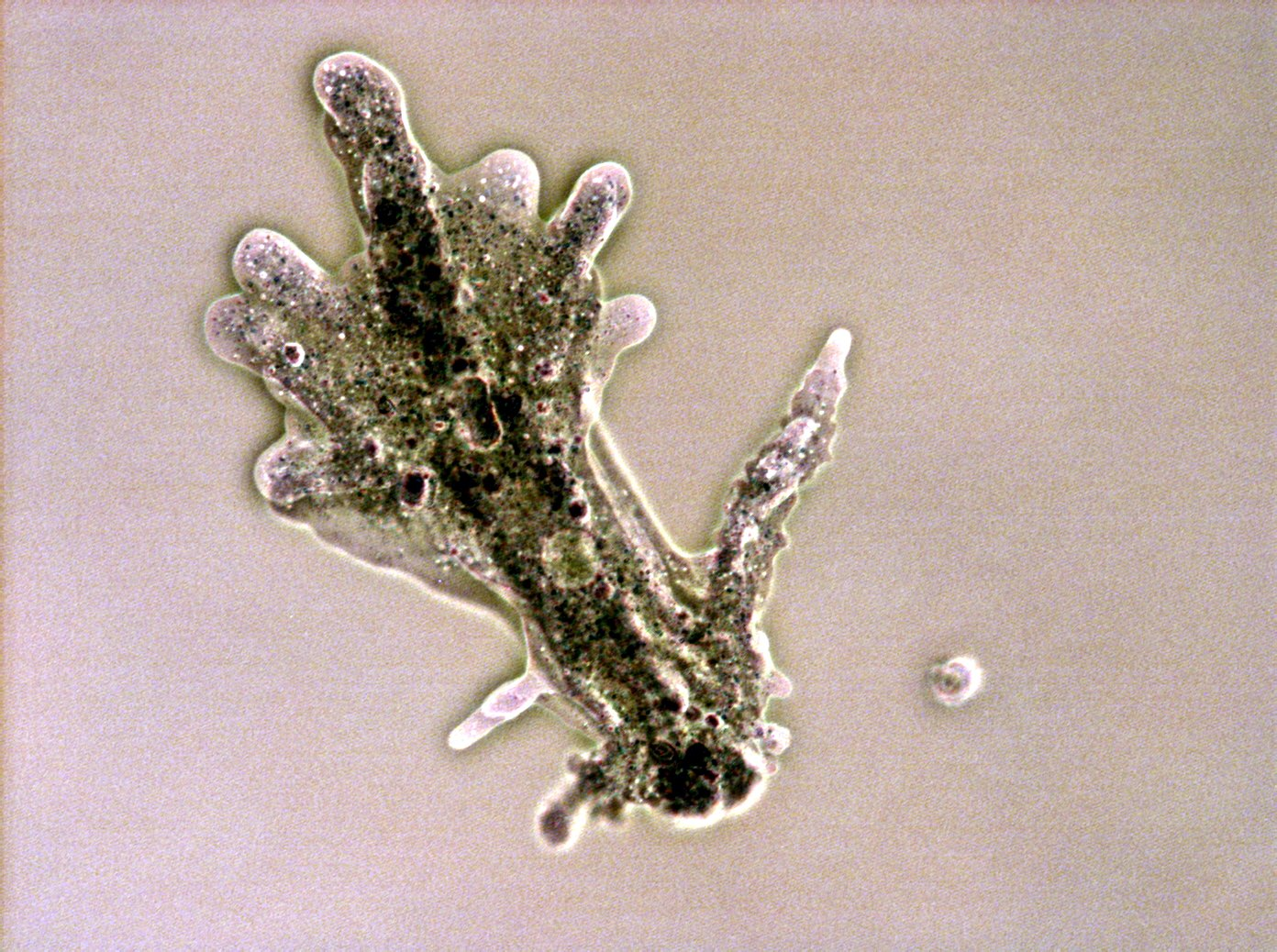
Amoeba proteus

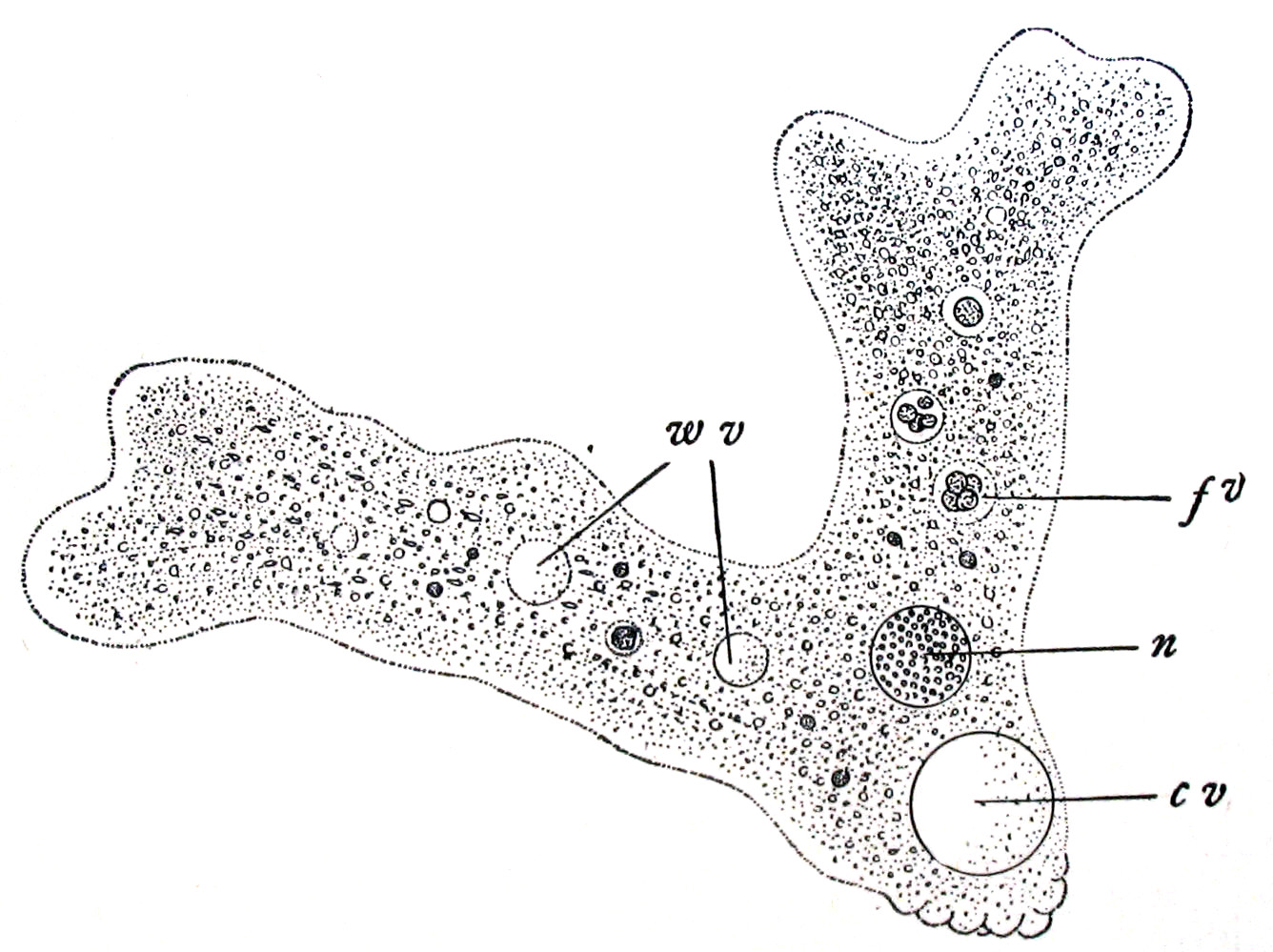
Amöbe (Zeichnung von 1900):
n: Zellkern (Nukleus)
wv: Wasservakuole
cv: Kontraktile Vakuole
fv: Nahrungsvakuole.

Die Amöben (Mehrzahl von Amöbe, von griechisch ἀμοιβή amoibḗ ‚Wechsel‘), wörtlich übersetzt die „Wechselnden“, oder Wechseltierchen sind eine große, vielgestaltige Gruppe von Einzellern, die keine feste Körperform besitzen, sondern durch Ausbildung von Scheinfüßchen (Pseudopodien) ihre Gestalt laufend ändern. Amöben sind eine Lebensform, keine Verwandtschaftsgruppe (Taxon).

## Formen
Amöben sind zwischen 0,1 und 1 mm groß. Die meisten Arten sind nackt; es gibt auch beschalte Formen (Testate Amöben oder Schalenamöben). Neben den heterotrophen Arten, die sich durch Phagocytose ernähren, gibt es amöboid bewegliche Einzeller, die Chloroplasten enthalten und Photosynthese betreiben. Am bekanntesten sind die „Riesenamöben“ der Gattungen Amoeba und Chaos.

## Systematische Verbreitung
Amöbenartige Lebensformen haben sich getrennt voneinander in verschiedensten Taxa entwickelt. Sie bilden daher eine Lebensform oder Organisationsstufe, aber keine taxonomische Gruppe.
Die heterotrophen, also keine Photosynthese betreibenden Amöben (mit Ausnahme der Schleimpilze) wurden traditionell zu den Wurzelfüßern (Rhizopoda) gerechnet. Nach heutiger Systematik verteilt sich der Großteil auf die Amoebozoa (einschließlich Schleimpilzen), die Rhizaria (zusammen mit den anderen Gruppen der Wurzelfüßer wie Foraminiferen, Strahlentierchen und einem Großteil der Sonnentierchen) und die Heterolobosea innerhalb der Excavata (z. B. die Fließamöben, Vahlkampfia). Hinzu kommen verschiedene autotrophe (Photosynthese treibende), traditionell zu den Algen gezählte Vertreter der Chromalveolata. Bemerkenswert sind die Chlorarachniophyta, Vertreter der Rhizaria, die früher wegen ihrer Chloroplasten zu den Grünalgen gestellt wurden.

## Vorkommen
Amöben sind fast überall zu finden. Manche Gattungen sind global von der Arktis bis zur Antarktis verbreitet, und viele können sogar aus der Luft isoliert werden, wobei es sich zumeist um Dauerstadien (Zysten) handelt. Besonders zahlreich sind sie in feuchten Böden und Schlamm vorhanden, viele Gattungen sind im Süßwasser und im Meerwasser verbreitet.

## Zellaufbau
Amöben sind meist durchsichtig und können ihre Form ständig verändern. Im Zellinneren sieht man das körnige Endoplasma (auch: Entoplasma) pulsieren, das viele kleine Bläschen enthält. Weiter außen liegt das strukturlos wirkende Ektoplasma. Der Zellkern ist meistens schlecht erkennbar.

## Fortbewegung
Zur Fortbewegung bilden Amöben Plasmafortsätze, die Scheinfüßchen oder Pseudopodien, aus. Dies geschieht durch lokale Kontraktion des Cytoskeletts, durch die das dortige Cytoplasma unter Druck gesetzt wird. Es entsteht eine Cytoplasmaströmung zu Bereichen niedrigeren Drucks, was dort zur Ausbildung von Pseudopodien führt. Durch Anheftungspunkte (Adhäsions-Plaques) der Pseudopodien besteht ein Kontakt zum Untergrund.
Im Grunde verläuft die Fortbewegung in drei Schritten:
1. Extension: Die Pseudopodien werden in Fortbewegungsrichtung ausgebildet.
2. Adhäsion: Die Scheinfüßchen werden durch neue Adhäsionspunkte auf der Unterlage befestigt.
3. Retraktion: Der restliche amöboide Körper wird nachgezogen.

Diese Fortbewegung unter laufender Gestaltänderung bezeichnet man als „amöboid“.

## Nahrungsaufnahme
Amöben fangen ihre Beute, Bakterien und kleinere eukaryotische Einzeller, indem sie diese mit ihren Scheinfüßchen umfließen und dann in ihrem Körper innerhalb von Nahrungsvakuolen einschließen und verdauen. Diese Art der Aufnahme fester Nahrungspartikel nennt man Phagozytose. Im Inneren der Nahrungsvakuole wird die Nahrung durch Verdauungsenzyme zerkleinert und in eine wasserlösliche Form gebracht. Verwertbares wird durch die Vakuolenmembran in das Cytoplasma übernommen; diesen Vorgang nennt man Resorption.
Daneben gibt es auch die Aufnahme von Flüssigkeiten und darin gelösten Substanzen in Form der Pinozytose. Oft bilden die Amöben dafür einen längeren Pinozytosekanal aus, an dessen Ende ein flüssigkeitsgefülltes Bläschen ins Zellinnere abgeschnürt wird.

## Wasserausscheidung
Süßwasser-Amöben verfügen über eine kontraktile Vakuole, die den Wasserhaushalt regelt. Da Amöben durch die Nahrung ständig Ionen aufnehmen, kommt es in ihrem Innern zur Erhöhung des osmotischen Drucks, weil Wasser aus der hypotonischen Umgebung in das höher konzentrierte Cytoplasma diffundiert. Dies muss die Amöbe unter Energieeinsatz ausgleichen, um nicht zu platzen. Dazu pumpt die pulsierende Vakuole Wasser aus der Zelle.

## Fortpflanzung
Die Fortpflanzung der Amöben erfolgt grundsätzlich asexuell durch simple Teilung. Verbreitet scheinen jedoch auch parasexuelle Aktivitäten vorzukommen, und vereinzelt gibt es Hinweise auf echte Sexualität, die bislang aber in keinem Fall gesichert sind. Etliche Arten bilden außerdem begeißelte Schwärmer (Zoosporen).

## Pathogenität
Viele Amöben sind pathogen, einige von ihnen können  beim Menschen schwere Krankheiten verursachen. So ruft die Magna-Form von Entamoeba histolytica die Amöbenruhr, eine schwere Magen-Darm-Erkrankung, hervor. Darüber hinaus beherbergen viele Amöben-Arten pathogene Bakterien wie etwa Legionellen. Einige amöbenähnliche Einzeller führen beim Menschen zu einer schweren Meningoenzephalitis. Dazu gehören die Gattungen Naegleria, Balamuthia und Sappinia. Naegleria fowleri findet sich meist in warmen stehenden Süßwasser-Gewässern und dringt in den meisten Fällen beim Schwimmen entlang der Nasenschleimhaut zum Gehirn und löst die eitrige PAME (Primäre Amöben-Meningoenzephalitis) aus, die in 95 % der Fälle tödlich endet. Die Gattung Acanthamoeba findet sich in Süß-, Salz-, Brackwasser und in Böden und führt typischerweise bei Kontaktlinsen-Trägern (80 % der Krankheitsfälle) zu einer schweren „Acanthamöba-Keratitis“. Auch sie kann entlang der Nasenschleimhaut zum Gehirn gelangen und dort eine zumeist tödliche Meningoenzephalitis auslösen. Bei hartnäckigen Zahnfleischentzündungen und Parodontitis ist häufig Entamoeba gingivalis anzutreffen.